# گالری ملی پارما

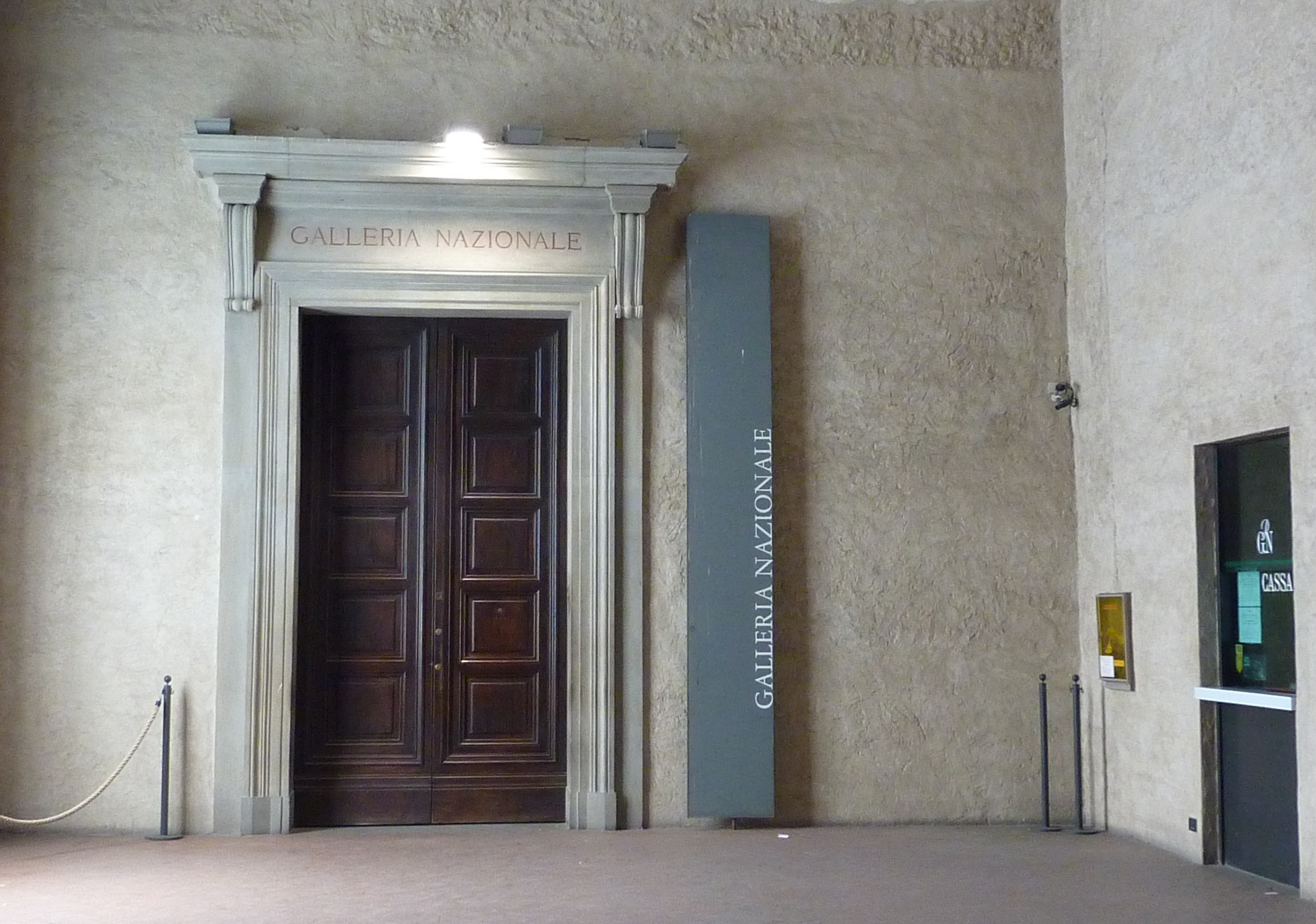
در ورودی موزه.

گالری ملی پارما نمایشگاهی هنری واقع در شهر پارما، در شمال ایتالیا است که محل نگهداری تابلوهایی از نقاشانی چون لئوناردو دا وینچی، پارمیجانینو، بئاتو آنجلیکو، کانالتو، کورجو، سباستیانو دل پیومبو، گوئرچینو و تینتورتو می‌باشد.